# Zâmbreasca
Zâmbreasca est une commune du județ de Teleorman en Roumanie.